# Paul Bennett
Paul Bennett, MBE (Leeds, 16 de dezembro de 1988) é um remador britânico, campeão olímpico.

## Carreira
Bennett competiu nos Jogos Olímpicos de 2016, no Rio de Janeiro, onde conquistou a medalha de ouro com a equipe da Grã-Bretanha no oito com.